# Carola Veit
Carola Alexandra Veit (nascida em 2 de junho de 1973 em Hamburgo) é uma política alemã que é presidente do Parlamento de Hamburgo desde 23 de março de 2011.

## Carreira política
Tendo crescido no Distrito de Billstedt, em Hamburgo, Veit treinou como paralegal e depois como advogada.
Veit tornou-se membra do PSD em 1991 e membra da Junta Distrital de Hamburgo em 2000.
Desde 2004, Veit é membra do Parlamento de Hamburgo pelo PSD. Desde então, atua no Comitê de Famílias, Crianças e Jovens. Na 20ª sessão do parlamento (2011-2015), foi eleita Presidente do Parlamento de Hamburgo. Ela foi reeleita para um novo mandato, de 2015 a 2020, na 21ª sessão.
Em 2015, Veit foi nomeada vice-presidente da Conferência Parlamentar do Mar Báltico (BSPC). Em 2016, foi nomeada presidente do BSPC. Ela foi delegada do PSD na Convenção Federal com o objetivo de eleger o Presidente da Alemanha em 2017.

## Outras atividades
- Herbert and Elsbeth Weichmann Foundation, vice-presidente do Conselho de Administração
- Jugend gegen AIDS, Membra do Conselho Consultivo[7]
- Kulturpalast Hamburg, Membra do Conselho de Administração
- Sindicato dos Serviços Unidos da Alemanha (ver.di), Membra
- FC St. Pauli, Membra

## Vida pessoal
Veit é casada com um arquiteto. O casal tem três filhos e vive no bairro de Spadenland, em Hamburgo.